# Sandau (Elbe)
Sandau (Elbe) är en stad i Landkreis Stendal i förbundslandet Sachsen-Anhalt i Tyskland.
Kommunen ingår i förvaltningsgemenskapen Elbe-Havel-Land tillsammans med kommunerna Kamern, Klietz, Schollene, Schönhausen (Elbe), Wust-Fischbeck.